# San Giorgio in Velabro
San Giorgio in Velabro ou Igreja de São Jorge em Velabro é uma igreja titular em Roma, Itália, dedicada a São Jorge e localizada no antigo Velabrum romano, perto do Arco de Jano, no rione Ripa. Situada perto do rio Tibre, a igreja fica dentro do complexo de templos pagãos republicanos associados ao antigo porto de Roma. O também antigo Arcus Argentariorum é ligado à lateral da fachada da igreja.
O cardeal-diácono protetor da diaconia de São Jorge em Velabro é Gianfranco Ravasi, prefeito do Pontifício Conselho para a Cultura.

## História
O primeiro edifício religioso no local da atual basílica é uma diaconia fundada pelo papa São Gregório I.
A igreja atual foi construída no século VII, possivelmente pelo papa Leão III, e dedicada inicialmente a São Sebastião. Uma inscrição de 482 nas Catacumbas de São Calisto provavelmente se refere a uma igreja na mesma região. Sua planta é irregular e levemente trapezoidal por causa das frequentes expansões do edifício. As colunas são todas diferentes entre si, pois foram reutilizadas de antigos templos romanos.

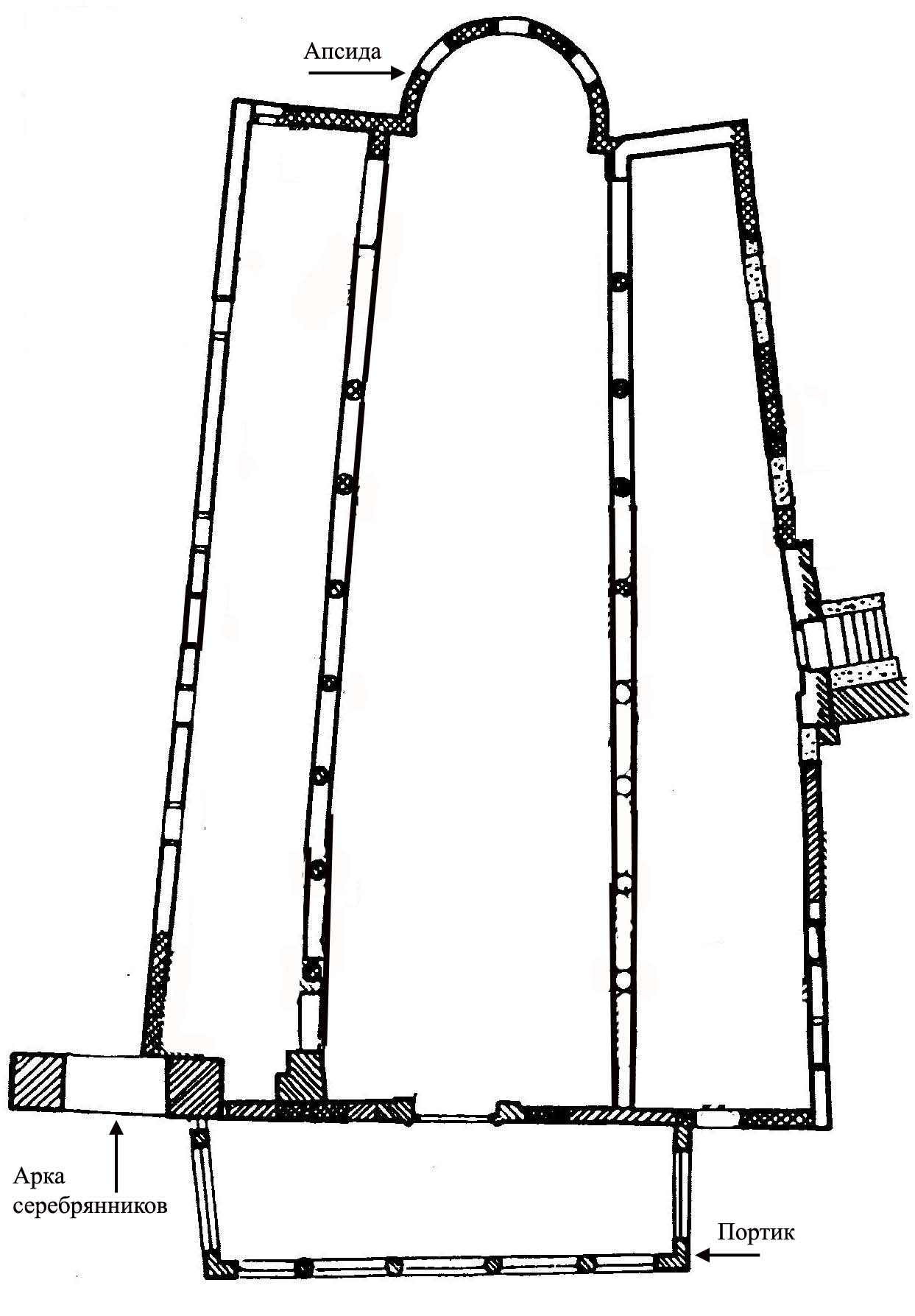
Planta da igreja.

A igreja ficava dentro do quarteirão grego de Roma, onde os comerciantes, oficiais civis e militares e monges do Império Bizantino viviam e falavam grego — a igreja vizinha de Santa Maria in Cosmedin, por exemplo, era conhecida como "in Schola Graeca" na época. O papa Zacarias (r. 741–752), que era grego, trouxe as relíquias de São Jorge da Capadócia para Roma para que este santo tivesse uma igreja dedicada para ele no ocidente, o que ocorreu muito antes da popularização desta devoção no ocidente provocada pela volta dos cruzados da Terra Santa séculos depois.
Depois da restauração do papa Gregório IV (séc. IX), a igreja foi reformada e ganhou um pórtico e um campanário na metade do século XIII. A abside foi decorada com afrescos de Pietro Cavallini na mesma época.
No século XIV, Cola di Rienzo postou um manifesto anunciando a liberação de Roma na porta desta igreja.
Entre 1923 e 1926, o superintendente de Monumentos de Roma, Antonio Muñoz, completou um radical programa de restauração com o objetivo de devolver ao edifício seu "caráter medieval", libertando-o de todas as adições posteriores. Ele conseguiu seu intento rebaixando o piso ao seu nível original (expondo assim as bases das colunas), reabrindo antigas janelas emparedadas que iluminaram a nave central, restaurando as absides e removendo de forma geral acréscimos de outras restaurações mais recentes. Durante este processo, fragmentos (exibidos atualmente nas paredes internas) foram encontrados, indicando a existência de uma schola cantorum na igreja, atribuída ao período do papa Gregório IV.
O edifício atual é o resultado desta restauração. Porém, uma nova reforma de cinco anos foi necessária depois da explosão de um carro-bomba estacionado perto da fachada e que explodiu à meia-noite de 27 de julho de 1993. Apesar de não causar nenhuma fatalidade, o atentado ruiu quase completamente o pórtico do século XII e abriu um enorme buraco na parede da igreja. Além disso, sérios danos foram provocados na residência do Generalato dos Crúzios (Cônegos Regulares da Ordem da Santa Cruz), vizinha da igreja. O Ministério da Herança Cultural pesquisou e catalogou o que foi danificado e destruído, depositando os fragmentos em 1050 caixas com datas e referências de localização antes de restaurar o edifício utilizando-os, embora alguns detalhes, principalmente no pórtico, tenham sido deliberadamente deixados sem restauro como um memorial ao atentado.

## Galeria

Imagens da igreja
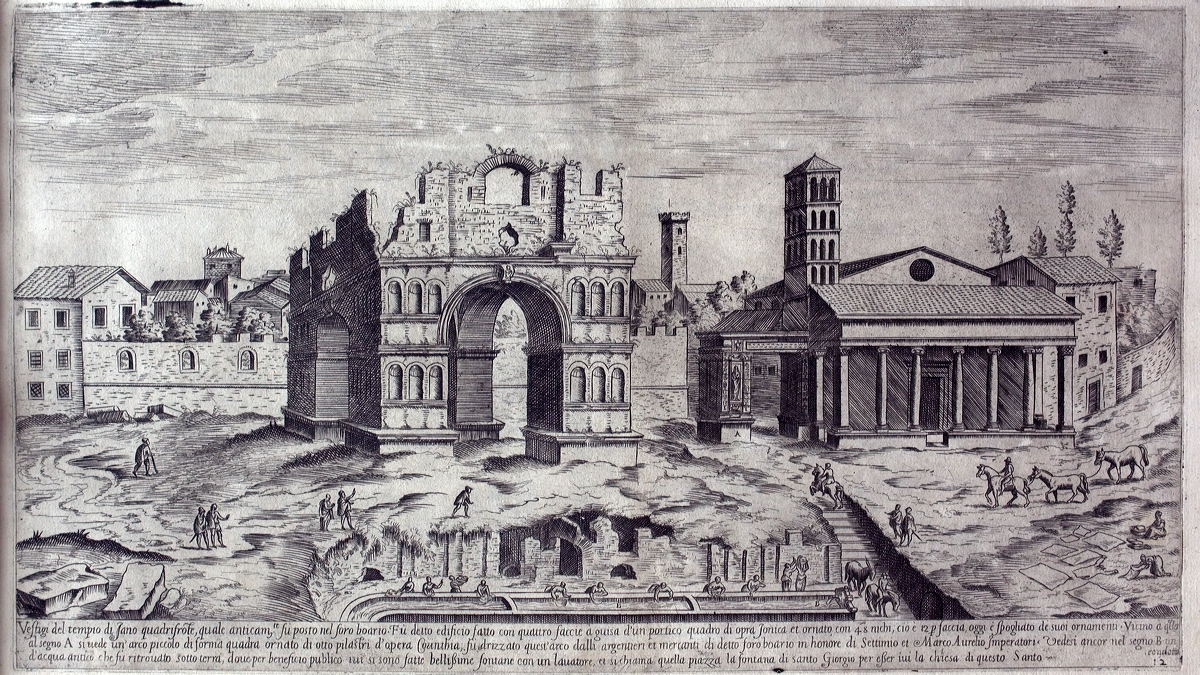
Gravura de Étienne Dupérac (1575) mostrando o Arco de Jano (esq.) e São Jorge em Velabro (direita).
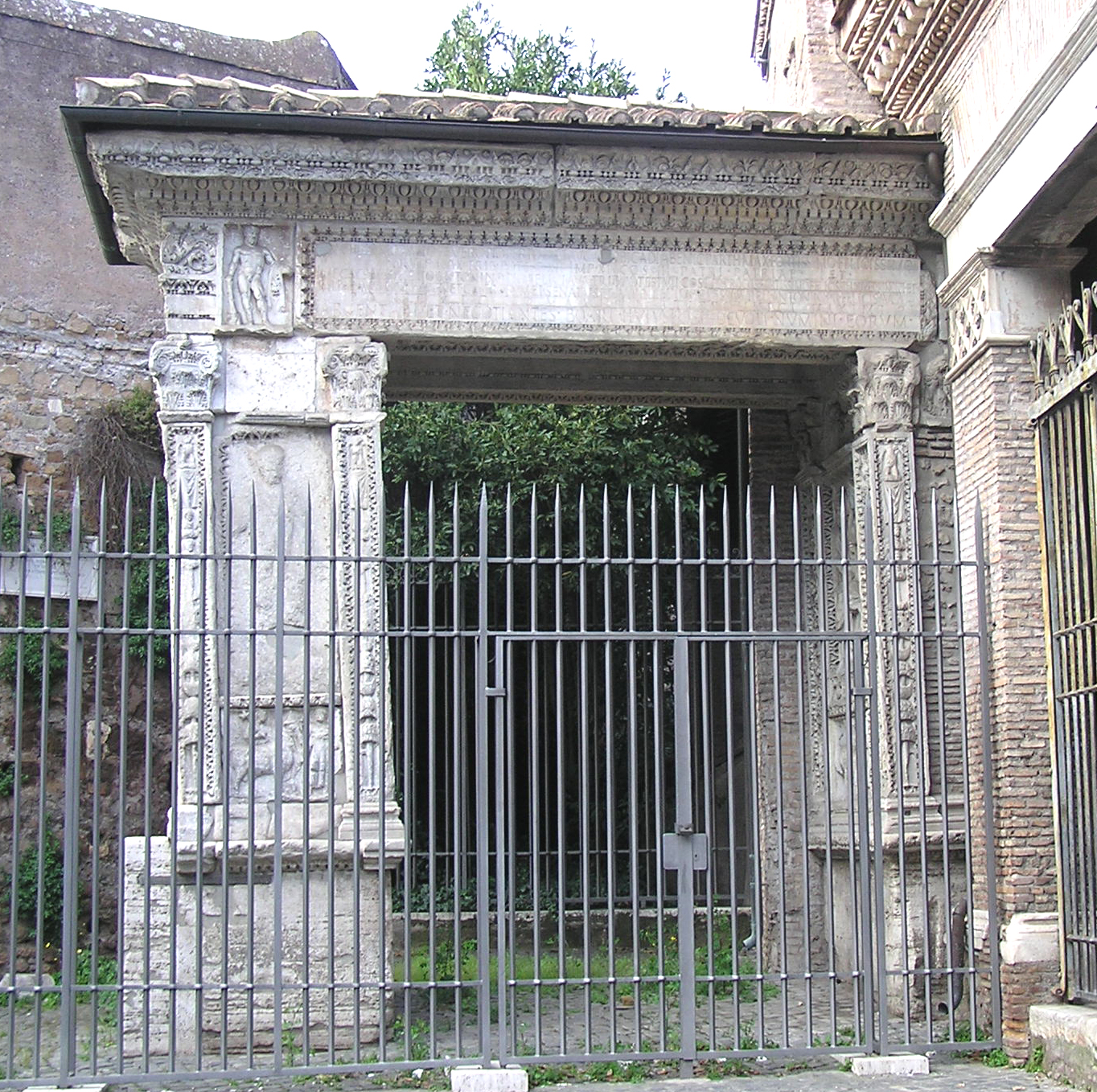
Arco dos Argentários incorporado na parede lateral de São Jorge em Velabro.
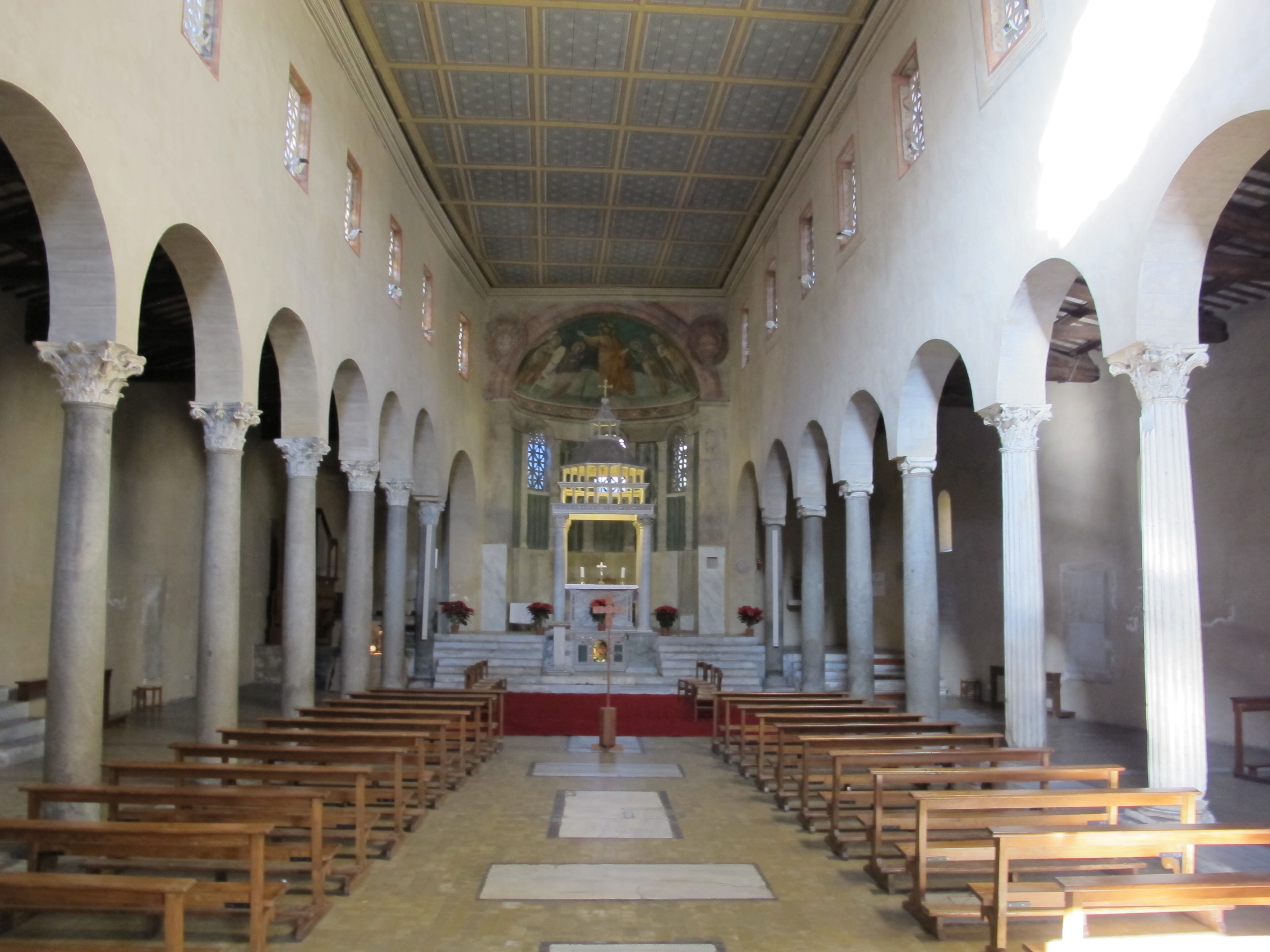
Vista do interior.
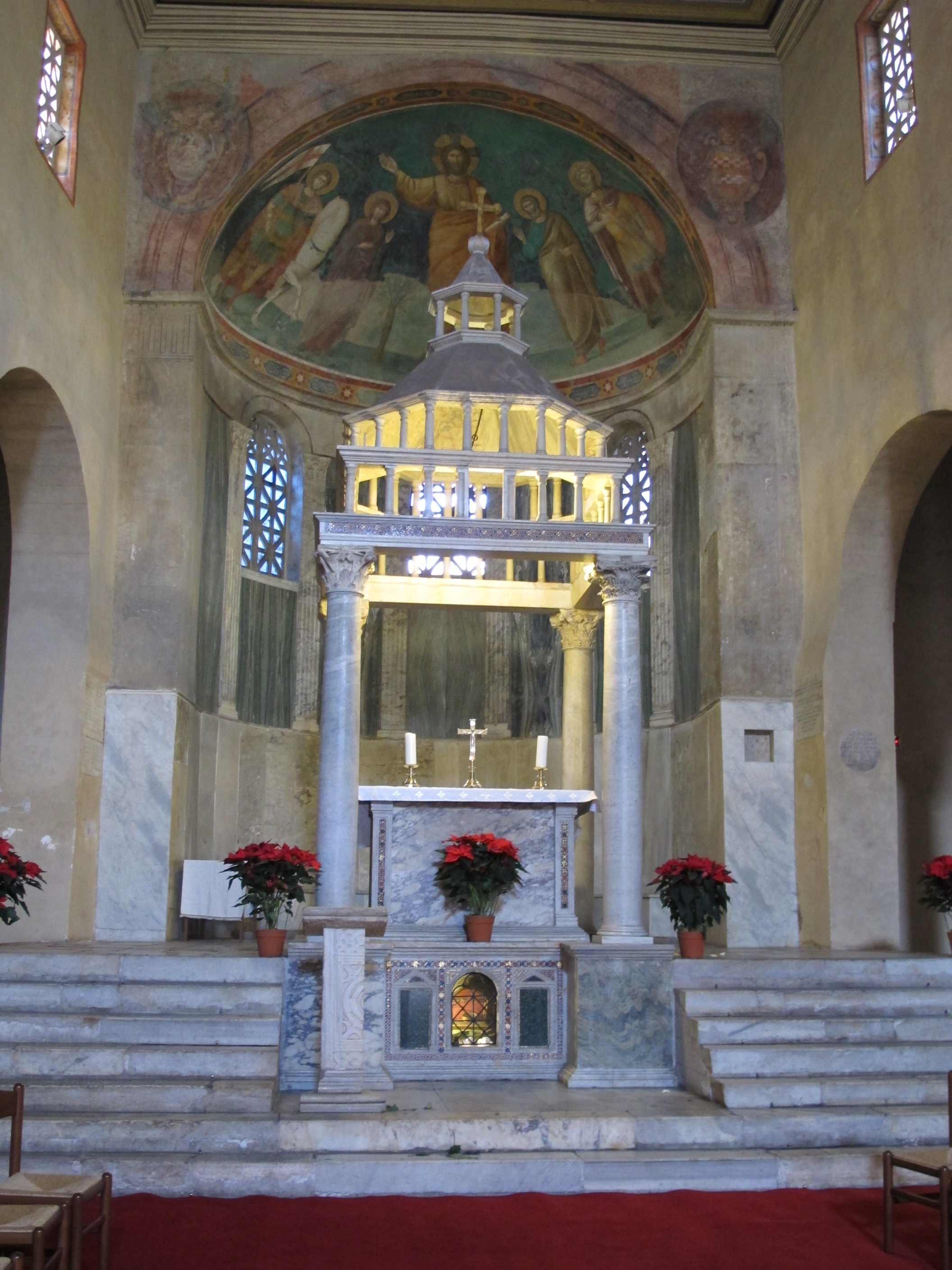
Altar-mor.
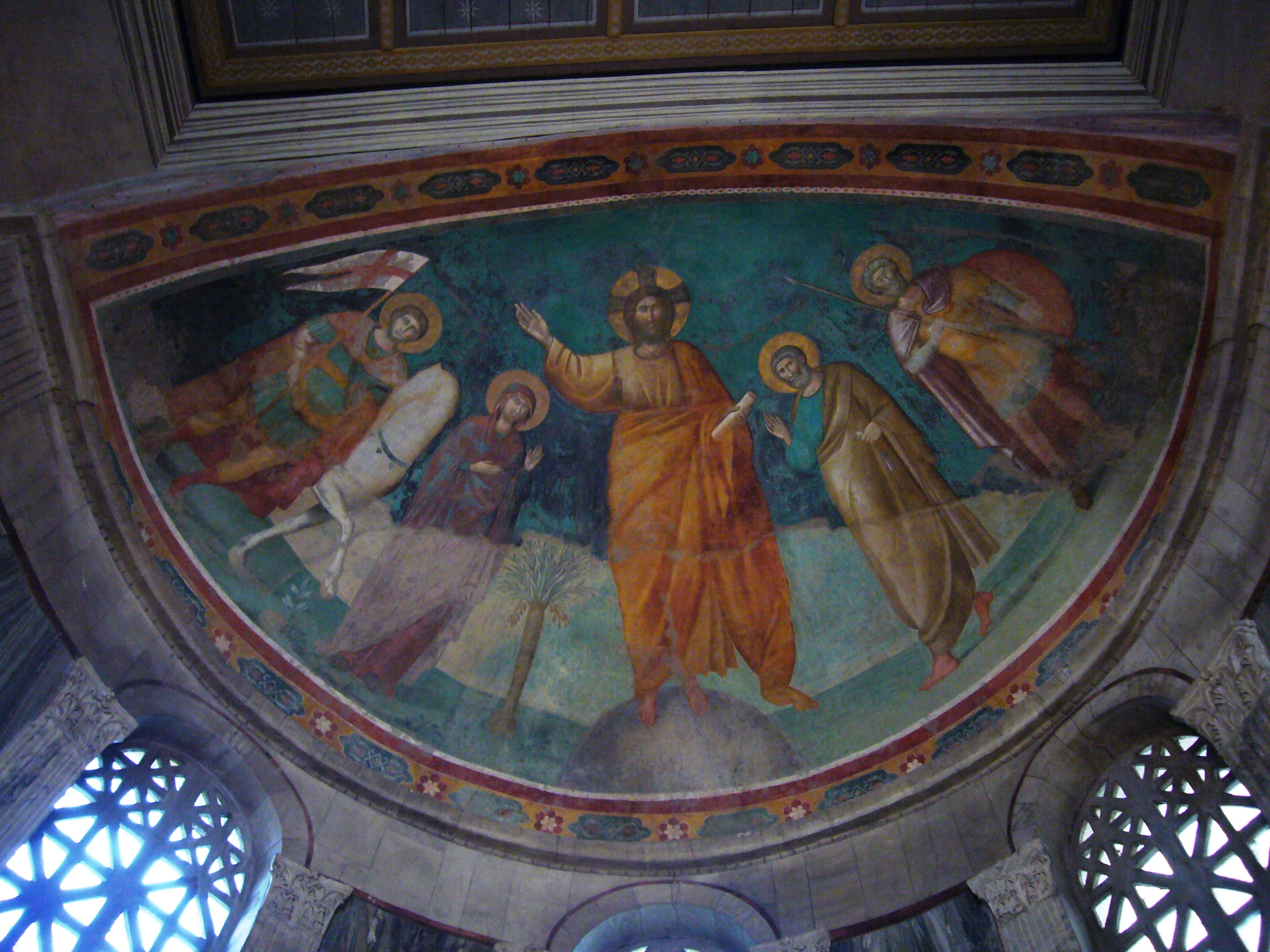
Afresco na semicúpula da abside.